# Kap Scrymgeour
Kap Scrymgeour ist ein Kap am östlichen Ende der Andersson-Insel im Antarctic-Sund vor der nordöstlichen Spitze der Antarktischen Halbinsel. Gekennzeichnet ist es durch hoch aufragende Kliffs aus rotem Vulkangestein.
Die Benennung geht auf Thomas Robertson (1855–1918) im Jahr 1893 zurück, Kapitän des Walfängers Active bei der Dundee Whaling Expedition (1892–1893). Namensgeber ist John Scrymgeour (1828–1891), Sachwalter des Hafens von Dundee. Die Identifizierung des von Robertson benannten Kaps gelang dem Falkland Islands Dependencies Survey im Jahr 1947.